# Frederick Selous

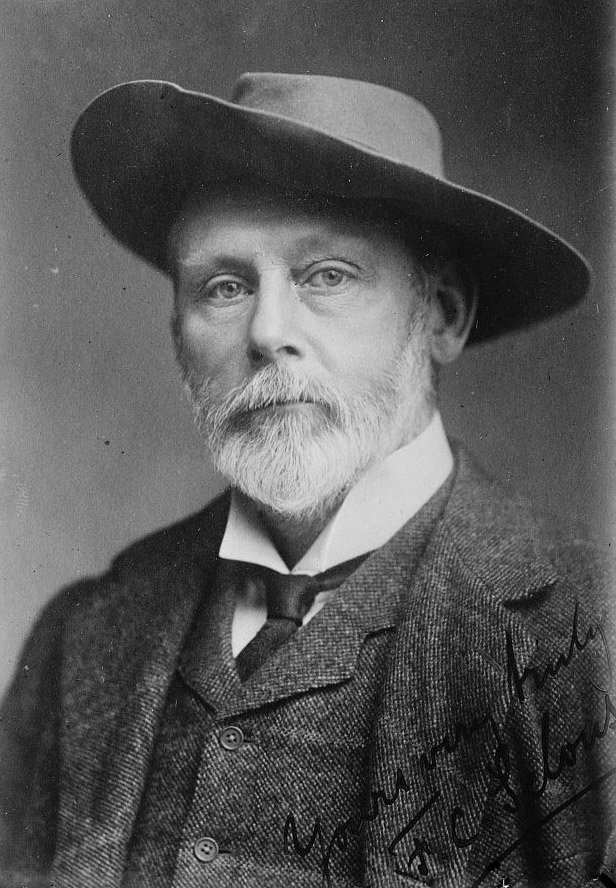

Frederick Courteney Selous (31 de dezembro de 1851 Londres, Inglaterra — 04 de janeiro de 1917, Behobeho, África Oriental Alemã atualmente Reserva de Caça de Selous, Tanzânia), foi um explorador britânico, oficial, caçador profissional e conservacionista, famoso por suas façanhas no sudeste da África. Suas aventuras na vida real inspiraram Sir Henry Rider Haggard a criar o personagem fictício Allan Quatermain.
Frederick Selous era amigo de Theodore Roosevelt, Cecil Rhodes e Frederick Russell Burnham. Selous era proeminente dentro de um seleto grupo de caçadores de grandes animais que incluía: Abel Chapman e Arthur Henry Neumann. Ele era o irmão mais velho do ornitólogo e escritor Edmund Selous.[carece de fontes?]

## Literatura adicional
- Roosevelt’s quest for wilderness: a comparison of Roosevelt’s visits to Yellowstone and Africa (by Jeremy Johnston)
- Taps for the Great Selous, essay by Major Frederick Russell Burnham, D.S.O., and published in Hunting Trails on Three Continents, Grinnell, George Bird, Kermit Roosevelt, W.  Redmond Cross, and Prentiss  N. Gray (editors).  A Book of the Boone and Crockett Club. New York: The Derrydale Press, (1933)